# ده جمال (أسفيتش)
ده جمال (بالفارسية: ده جمال) هي قرية تقع في إيران في قسم أسفیتش الريفي. يقدر عدد سكانها بـ 240 نسمة .